# Arco fantastico con figure umane
Arco fantastico con figure umane è un dipinto di Francesco Guardi, eseguito con la tecnica dell'olio su tela. Si trova conservato all'Accademia Carrara di Bergamo.
Non si conosce la datazione esatta dell'opera: si ipotizza per essa un anno intorno al 1770, periodo in cui Guardi si cimentò nel genere del capriccio, di cui questo quadro è uno degli esempi più noti.